# Arnold Toht
El Sturmbannführer Arnold Ernst Toht es un personaje ficticio de la serie de películas Indiana Jones, representado por Ronald Lacey. Él es un oficial de la Gestapo y el antagonista secundario de Raiders of the Lost Ark.

## Descripción del personaje
Es el villano secundario de la película. Adolf Hitler le designa para supervisar y ayudar el trabajo del inescrupuloso arqueólogo francés Dr. René Belloq (archirrival del Dr. Jones) en la búsqueda de la bíblica Arca de la Alianza, cuyo legendario místico poder pretende utilizar el régimen nazi para sus propios fines.
En Toht no se detecta interés alguno por nada relacionado con la arqueología o la historia o la cultura en general; ni tampoco le importa el arca en sí, como se comprueba en su reacción riéndose cuando finalmente es abierto el artefacto y se descubre que dentro solo hay polvo. Toht se limita a cumplir las órdenes del führer, y a realizar la misión que se le ha encomendado. Pero no lo hace fríamente: desde su primera escena, se  muestra como un agente despiadado, acostumbrado a amenazar y a torturar a sus prisioneros; pero además, como un sádico que se ve que disfruta viendo a sus víctimas sufrir o morir. Tanto en esta actitud carente de empatía, como en sus reacciones en general, y en su manera pueril de reír, muestra tener un cierto punto de infantilismo.

## Historia
En la primera escena, Toht aparece en el local regentado por Marion Ravenwood para intentar robarle el medallón que ella había heredado de su padre, y que contiene las inscripciones precisas para poder ubicar el Arca de la Alianza. Indiana Jones aparece a tiempo para evitar que la torturen, pero en la lucha subsiguiente el local arde, el medallón cae en fuego, y la mano de Toht queda gravemente quemada al agarrarlo para intentar recuperarlo.
Una vez en El Cairo, Belloq, quien con ayuda de los nazis está excavando la antigua ciudad egipcia de Tanis y ha descubierto su sala de mapas, utiliza las inscripciones de las cicatrices de la mano de Toht para tratar de localizar el arca; pero al carecer de las inscripciones del otro lado del medallón (porque Toht se había quemado solo con uno de los lados), lleva largo tiempo buscando por el área equivocada y se muestra desorientado, y los nazis impacientes.
Estando en esta situación, los nazis capturan a Marion, a quien Jones da por muerta tras una peligrosa persecución que acaba en explosión. Toht una vez más intenta sonsacarle información con sus métodos interrogatorios, que disgustan al propio Belloq. Entretanto Jones consigue descubrir, por medio de la información completa del medallón de Marion, la ubicación correcta del monumento donde se encuentra el arca, y la saca a la luz con la ayuda de Sallah y sus amigos. Pero en ese mismo momento son descubiertos por Belloq y los nazis, que le arrebatan el preciado objeto; después, dejan a Jones y a Marion enterrados vivos en el monumento. Toht reacciona a esto y a los desesperados gritos de la mujer con su risita infantil. Más tarde, ambos conseguirán salir del monumento y reemprender la recuperación del arca.

## Muerte y efectos especiales
Tras un tira y afloja entre Jones y los nazis por la posesión del arca, finalmente esta vuelve a caer en manos de estos últimos. Más tarde, a petición de Belloq, la desembarcan en una isla griega, pues el arqueólogo quiere realizar un ritual judío para abrirla, examinar su interior y comprobar si es la auténtica Arca de la Alianza. Marion y Jones, una vez más capturados, son atados mientras la ceremonia tiene lugar con la presencia de Toht, del oficial superior nazi, y de los soldados.
Toht estalla en carcajadas cuando se descubre que en el interior del arca solo hay polvo, y al ver la reacción decepcionada y airada de sus compañeros. Pero luego reacciona como los demás, primero con estupor, y luego con terror, cuando del artefacto surgen fenómenos y seres sobrenaturales que se les muestran hostiles. Finalmente sale del arca un fuego que derrite su rostro y el de sus compañeros, y fallece de un estallido. 
Industrial Light & Magic se hizo cargo de producir los efectos especiales de la película. Y precisamente la secuencia que contiene el mayor número de efectos es esta última, en la que el Arca de la Alianza es abierta por los nazis, con la consiguiente liberación de las fuerzas sobrenaturales que residían en su interior. La escena requirió de varias simulaciones. Para crear el efecto de derretimiento del rostro de Toht (y de los otros dos), recurrieron a exponer gelatina y un modelo de yeso con la forma de la cabeza de Lacey a una lámpara que expedía calor.